# シャルル・ド・ブロス
シャルル・ド・ブロス（Charles de Brosses, 1709年 - 1777年）は、フランス啓蒙主義時代の思想家、比較民族学者、ヒューマニスト。ブルゴーニュ高等法院長を務め、『百科全書』にも執筆している。
ブルゴーニュのディジョンに生まれ、21歳でブルゴーニュ高等法院の評定官に就いたド・ブロスは、好んで歴史・地理・言語およびラテン文学を含む古典の研究にいそしんだ。1739-40年にイタリアを旅行し、紀行文を書いたが、それは文芸・建築等における中世原理の軽視とヒューマニズムの礼賛で特徴づけられる。そして1746年から以下のような著作を執筆した。
- 『都市ヘルクラヌムの現状』（Lettres sur l'état actuel de la ville d'Herculanum, 1750）
- 『南方の地航海史』（Histoire des navigations aux terres australes, 1756）
- 『フェティシュ諸神の崇拝』（Du Culte des dieux fétiches, 1760）』
- 『言語形成のメカニズム論』（Traité de la formation mécanique des langues, 1765）
- 『共和制ローマ七百年史』（Histoire de la République romaine dans le cours du Ⅶ　siècle, 1777）：最晩年の著作。

## フェティシュ諸神の崇拝
博識と実証精神に富むド・ブロスは、1760年に匿名で『フェティシュ諸神の崇拝』を刊行し、その中で人類最古の信仰形態をフェティシズムと命名した（fetico=護符の意味）。この著作のドイツ語訳版はのちにカール・マルクスの目に止まり、フェティシズムというアイデアが彼の理論形成におけるキー概念の一つとして流用されることになる。
ビュフォンやルソーと同時代のド・ブロスは、18世紀当時としては最新の研究方法であった比較宗教学の立場から、当時のアフリカ大陸やアメリカ大陸に残存する原初的信仰について研究した。そしてその土着信仰をフェティシズムと命名し、およそつぎのように特徴づけた。これは本来の宗教以前のもので、本来の宗教の出発点である偶像崇拝(Idolatrie) が存在するよりも古い。宗教でないフェティシズムと宗教の一形態である偶像崇拝との相違は決定的で、例えば前者においては崇拝者が自らの手で可視の神体すなわちフェティシュを自然物の中から選びとるが、後者においては神は不可視のものとして偶像の背後に潜む。つまり前者ではフェティシュそれ自体が端的に神であるのに対し、後者においてフェティシュはいわば神の代理か偶像かである。その背後か天上にはなにかいっそう高級な神霊が存在する。また、フェティシズムにおいてフェティシュは、信徒の要求に応えられなければ虐待されるか打ち棄てられるかするが、偶像崇拝において神霊は信徒に対し絶対者なのである。こうしてド・ブロスは、フェティシズムを宗教と明確に区別したのである。